# Diffusion de crime en direct sur Internet
La diffusion de crimes en direct sur Internet est la diffusion en temps réel d'actes criminels ou délinquants au moyen d'Internet. Comme l'émetteur diffuse le film sur les médias sociaux dans l'intention qu'il soit visionné par autrui, cette action est incompatible avec la préservation de la vie privée des victimes ou des personnes présentes sur la scène du crime,,,.

## Histoire
En avril 2016, Marina Lonina (18 ans) et Raymond Gates (29 ans) sont arrêtés dans l'Ohio car Gates est accusé d'avoir violé une amie mineure de Lonina, tandis que Lonina diffusait en direct le crime via Periscope,. Le procureur souligne que Lonina, qui était exploitée par un homme bien plus âgé qu'elle, s'est trouvée « emportée » par l'enthousiasme quand elle a vu le nombre de « likes » qu'elle récoltait ; à l'écran, elle se filme « hilare, poussant des gloussements niais ». Joss Wright, de l'Oxford Internet Institute, remarque que compte tenu du « volume de contenus créés et téléchargés chaque jour, [il n'existe] pratiquement aucun moyen d'empêcher que les vidéos de ce type soient diffusées et partagées ».
En mai, le New York Times recense que cette affaire de Periscope dans l'Ohio s'inscrit dans une série d'autres affaires récentes consistant à diffuser des crimes en direct. Il cite notamment une jeune femme d'Égly, en France, qui évoque sur Periscope sa détresse et ses idées suicidaires ; les personnes qui voient la vidéo encouragent la jeune femme à se tuer, ce qu'elle fait en se jetant sous un train. Un autre incident concerne deux adolescents qui filment en direct leurs vantardises et leurs rires pendant qu'ils frappent un homme ivre dans un bar à Bordeaux.

## Traite sexuelle par Internet
La traite sexuelle par Internet, qu'on appelle aussi l'agression sexuelle diffusée en direct par Internet,,, consiste à exploiter le trafic sexuel et à filmer via une webcam, et diffuser en direct, des actes sexuels sous contrainte ou des viols,,. Les victimes sont enlevées, menacées ou trompées puis emmenées dans des « antres du cybersexe »,,. Ces « antres » peuvent être n'importe quel lieu où les trafiquants ont à leur disposition un ordinateur, une tablette ou un téléphone ainsi qu'une connexion à Internet. Les criminels passent par des réseaux sociaux, des visioconférences, des sites de partage de vidéo pornographiques, des sites de rencontres, des salons de discussion, des applications, des sites du dark web et d'autres plate-formes. Pour dissimuler leur identité, ils utilisent des systèmes de paiement en ligne,, et des cryptomonnaies. Des millions de signalements sont adressés chaque année aux autorités. De nouvelles lois et de nouvelles procédures policières sont nécessaires pour lutter contre ce type de cybercrime.

## Exemples
- 2017
  - Début janvier, une mère américaine attache son jeune enfant au mur avec du ruban adhésif et diffuse la vidéo en direct via Facebook Live[24].
  - Le 21 janvier à Uppsala, en Suède, deux migrants Afghans et un jeune Suédois diffusent en direct le viol collectif d'une femme (en) sur Facebook[25].
  - Le 24 avril, un homme de Thaïlande diffuse l'assassinat de son jeune enfant avant de se suicider[26].

- 2019
  - 15 mars : lors des attentats de Christchurch, qui ont causé 51 morts et 49 blessés, le criminel a diffusé en direct la première attaque sur Facebook Live[27],[28]. Après les attentats, Facebook annonce des restrictions contre ceux qui publient des contenus extrémistes violents[29].

- 2020
  - 8 février : Un soldat Thaï tue 30 personnes et en blesse 57 autres dans la fusillade de Nakhon Ratchasima. Le criminel a diffusé en direct un épisode de ce massacre au Grande Centre Point Sukhumvit Terminal 21 sur Facebook Live[30],[31],[32].
  - 20 mai : l'auteur d'une fusillade au Westgate Entertainment District (en) en Arizona, au cours de laquelle trois personnes sont blessées, diffuse en direct son crime sur Snapchat[33].